# Explorer 32
Explorer 32, conocido como AE-B (Atmospheric Explorer B) fue un satélite artificial de la NASA dedicado a la investigación de la atmósfera. Fue lanzado el 25 de mayo de 1966 mediante un cohete Delta desde Cabo Cañaveral.

## Características
Explorer 17 tenía forma de esfera de 0,889 m de diámetro y se estabilizaba mediante giro. Llevaba dos espectrómetros de masas para partículas neutras y uno para iones, tres magnetrones para medir densidades y dos sondas electrostáticas. También llevaba sensores ópticos y magnéticos y una cinta grabadora de datos. El satélite estaba alimentado por células solares que recubrían su superficie y que recargaban unas baterías de plata y zinc. 
El satélite dejó de funcionar por fallos en las baterías tras 10 meses de trabajo y reentró en la atmósfera el 22 de febrero de 1985.